# نيل هارت
نيل هارت (بالإنجليزية: Neal Hart)‏ هو مخرج وممثل أمريكي، ولد في 7 أبريل 1870 في الولايات المتحدة، وتوفي بنفس المكان في 2 أبريل 1949.

## وصلات خارجية
- نيل هارت على موقع IMDb (الإنجليزية)
- نيل هارت على موقع أول موفي (الإنجليزية)
- نيل هارت على موقع قاعدة بيانات الأفلام السويدية (السويدية)
- نيل هارت على موقع قاعدة بيانات الفيلم (الإنجليزية)
- نيل هارت على موقع كينوبويسك (الروسية)